# Amiota albomaculata
Amiota albomaculata är en tvåvingeart som först beskrevs av Oswald Duda 1926.  Amiota albomaculata ingår i släktet Amiota och familjen daggflugor. Inga underarter finns listade i Catalogue of Life.